# NK Bosna Visoko
El NK Bosna Visoko (en inglés: Bosna Football Club) es un equipo de fútbol de Bosnia y Herzegovina que juega en la Primera Liga de la Federación de Bosnia y Herzegovina, una de las ligas que conforman la segunda división de fútbol en el país.

## Historia
Fue fundado en el año 1953 en la ciudad de Visoko tras la fusión de los equipos NK Jadran (fundado en 1923) y NK Radnicki (fundado en 1934) y en sus primeros años de existencia pasó jugando en la tercera categoría de la desaparecida Yugoslavia. En 1963 el club consigue en ascenso a la Segunda Liga de Yugoslavia, el cual fue su mayor logro jugando en el desaparecido país.
Tras la separación de Yugoslavia y el nacimiento de Bosnia y Herzegovina en 1991, el club consigue ganar el título de la Liga Premier de Bosnia y Herzegovina en la temporada de 1997/98, y también han ganado dos títulos de copa local, aunque tras la consolidación de la liga de Bosnia y Herzegovina en 2003, no han estado con mucha regularidad en la máxima categoría.

## Palmarés
- First League of Bosnia and Herzegovina (1): 1997–98
- Football Cup (1): 1998–99
- Supercopa (1): 1999
- Segunda Liga de la Federación de Bosnia y Herzegovina (1): 2014-15

## Clubes afiliados
- FK Sarajevo (2014-)[1]